# Церковь Святого Стефана (Сремска-Митровица)
Церковь Святого Архидиакона Стефана (серб. Црква Светог архиђакона Стефана) — храм Сремской епархии Сербской православной церкви в городе Сремска-Митровица. Церковь является памятником культуры Сербии исключительного значения. Храм также называют Старой или Малой церковью.

## История
Церковь была построена в конце XVI — начале XVII веков. Первое письменное упоминание датируется 1729 годом. Во второй половине XVIII века македонскими мастерами был изготовлен новый иконостас с элементами итальянского барокко. Иконы для иконостаса написал Теодор Крачун в стиле сербского барокко.
В 1980—1985 годах были проведены консерваторские работы. В 2016 году проведён ремонт храма.

## Архитектура
Храм представляет собой прямоугольное однонефное строение, ориентированное по оси северо-запад—юго-восток. Над главным входом настроена колокольня в стиле барокко. Архитектура храма напоминает собой архитектуру деревянных сербских церквей.